# Vishnevita
La vishnevita és un mineral de la classe dels tectosilicats, i dins d'aquesta pertany a l'anomenat “grup de la cancrinita”. Va ser descoberta l'any 1931 a Vishniovi (Txeliàbinsk) en el massís de les muntanyes Urals (Rússia), sent nomenada així per aquesta localització.,
Un sinònim poc usat és el de "cancrinita sulfàtica".

## Característiques químiques
És un complex aluminosilicat de sodi hidratat, amb anions addicionis de sulfat. És l'equivalent amb sulfat de la cancrinita ((Na,Ca,[])₈(Al₆Si₆)O24(CO₃,SO₄)₂·2H₂O) i de la hidroxicancrinita ((Na,Ca,K)₈(AlSi)₆O24(OH,CO₃)₂·2H₂O), tots ells del mateix grup de aluminosilicats complexos.
A més dels elements de la seva fórmula, sol portar com a impuresa estronci.

## Formació i jaciments
Es forma en roques sienites alcalines, així com en pegmatites associades a aquestes.
Sol trobar-se associat a altres minerals com: egirina, nefelina, sodalita, cancrinita o escolecita.